# Бесвина
Бѐсвина, Бѐсвиня или Бѐсфиня (на гръцки: Σφήκα, Сф̀ика, до 1926 година Μπεσφίνα, Бесфина) е бивше село в Република Гърция на територията на днешния дем Преспа, област Западна Македония.

## География
Селото е било разположено в областта Кореща, високо в южния склон на планината Корбец (Трикларио) на около 40 km западно от град Лерин (Флорина).

## История

### В Османската империя
Селото се споменава за пръв път в османски дефтер от 1530 година под името Бесвиня с 12 семейства. В XIX век Бесвина е чисто българското село и е известно като убежище на хайдути и разбойници. Александър Синве ("Les Grecs de l’Empire Ottoman. Etude Statistique et Ethnographique"), който се основава на гръцки данни, в 1878 година пише, че в Бесфина (Besphina) живеят 600 гърци. В 1889 Стефан Веркович („Топографическо-этнографическій очеркъ Македоніи“) пише, че в селото живеят 70 български семейства (373 души). В „Етнография на вилаетите Адрианопол, Монастир и Салоника“, издадена в Константинопол в 1878 година и отразяваща статистиката на населението от 1873 година, Безвиния (Bezvinia) е посочено като село в Костурска каза с 52 домакинства със 165 жители българи.
Според статистиката на Васил Кънчов („Македония. Етнография и статистика“) в 1900 година в Бесвиня живеят 390 жители българи.
На Етнографската карта на Битолския вилает на Картографския институт в София от 1901 година Бесвиня е чисто българско село в Битолската каза на Битолския санджак с 55 къщи.
В края на 1903 година българският владика Григорий Пелагонийски, придружаван от Наум Темчев и Търпо Поповски, пристигат в Костурско, за да раздават помощи на пострадалото при потушаването на Илинденското въстание население. През декември в Бесвина са посрещнати от цялото население. Темчев пише:
| „ | Цѣло село посрѣщаше дѣдо владика. Никѫдѣ не видѣхъ толкова оголѣло население, както въ Бѣсвиня. Селянитѣ обясняваха, че войски стояли 20 дни около селото и съвършено сѫ го ограбили. За Бѣсвиня помощи не бѣха прѣдвидени, понеже не бѣ изгорено. | “ |

Всички българи християни в селото са под върховенството на Българската екзархия. Според гръцки данни в 1904 година в селото има 189 екзархийски семейства. По данни на секретаря на екзархията Димитър Мишев („La Macédoine et sa Population Chrétienne“) в 1905 година в Безсвини има 576 българи екзархисти и функционира българско училище. През 1906 година е построена нова сграда на българското училище.
По време на Илинденското въстание Бесвина е ограбено, църквата е осквернена, но селото не и опожарено. Убити са Тасе Ставров, Тасе Димев, Стоян Станков, Мильо Янков и Мильо Колев.
Според Георги Константинов Бистрицки Бесвина преди Балканската война има 90 български къщи.
На етническата карта на Костурското братство в София от 1940 година, към 1912 година Бесвина е обозначено като българско селище.

### В Гърция
През Балканската война в селото влизат гръцки части, а след Междусъюзническата война Бесвина попада в Гърция. Населението на селото намалява вследствие на емиграция в България и отвъд океана. Боривое Милоевич пише в 1921 година („Южна Македония“), че Бесвиня (Бесвиња) има 70 къщи славяни християни. В 1926 година Бесвина е прекръстено на Сфика. Селото е разрушено напълно по време на Гръцката гражданска война, като всичките му жители - 77 семейства с 304 души бягат в социалистическите страни. Землището на селото е присъединено към това на съседното село Оровник (Кариес).
Преброявания
- 1913 – 431 души
- 1920 – 348 души
- 1928 – 322 души
- 1940 – 294 души
- 1949 - 0 души

## Личности
Родени в Бесвина
- Божин Коте, българин, православен, арестуван преди април 1904 година, обвинен в „разбунтуване, включвайки се в българския бунтовнически комитет“, осъден от Извънредния съд на 5 години каторга, лежал в Битолския затвор, амнистиран с общата амнистия от 12 април 1904 година[18]
- Георги Чолаковски (? – 1948), гръцки комунист, овчар; сред първите доброволци в ДАГ в 1946 година; сражава се при Операция „Коронис“ на Грамос, където загива в 1948 година[19]
- Киро Гроздановски (? - 1948), гръцки комунист, на 17 годишна възраст се включва в ЕЛАС; по време на Гражданската война в Гърция е доброволец в ДАГ; загива при Операция „Коронис“ при защитата на връх Копанче в Грамос над Нестрам[20]
- Ристо Ильоски (р. 1943), историк от Северна Македония
- Ристо Калковски (? – 1949), гръцки комунист, роден е в бедно семейство, от ранна възраст започва да работи като зидар; по време на немската окупация става член на КПГ в Бесвина; след Споразумението от Варкиза е принуден да излезе в нелегалност и е сред първите доброволци в ДАГ в 1946 година; на два пъти е раняван в 1947 и през лятото на 1949 година; в периода 1948 – 1949 година служи в народната милиция в Преспанско; загива в последните сражения от Операция „Пирсос“ за Грамос[21]
- Стефан Николов – Далипо (1855 – 1902), български революционер
- Л. Х. Кочовски, деец на ВМОРО и МПО[22]
- Никола Андреев, деец на МПО[23]